# Blackburn Nautilus
Le Blackburn 2F.1 Nautilus était un projet d’avion militaire de l'entre-deux-guerres réalisé au Royaume-Uni par Blackburn Aeroplane and Motor Co. Ltd. C’était un chasseur et avion de reconnaissance biplace embarqué. Construit en 1929, un seul exemplaire fut terminé.